# Medaglia del 50° anniversario di sacerdozio di papa Pio XI
La medaglia del 50º anniversario di sacerdozio di Pio XI venne istituita da papa Pio XI nel 1929.
La medaglia venne istituita per commemorare il 50º anniversario di sacerdozio del pontefice. Data la sua particolare natura, la medaglia venne assegnata al posto della Medaglia Benemerenti per l'anno 1929.

## Insegne
La medaglia consiste in un tondo di bronzo dorato, d'argento o di bronzo (a seconda della classe) riportante sul diritto il volto di Pio XI rivolto verso sinistra, attorniato dalla legenda "PIVS XI PONT. MAX." all'interno di una corona di rami di quercia intrecciati. Il rovescio riporta invece una corona d'alloro e al centro, nel campo, vi è la scritta "BENEMERENTI MCMXXVIIII" attorniata dalla legenda "ANNO QVINQVAGESIMO AB INITIO SACERDOTIO"
Il nastro era rosso con una fascia blu per parte.